# Gottlob Bachmann
Pour les articles homonymes, voir Bachmann.
 (octobre 2022).
Si vous disposez d'ouvrages ou d'articles de référence ou si vous connaissez des sites web de qualité traitant du thème abordé ici, merci de compléter l'article en donnant les références utiles à sa vérifiabilité et en les liant à la section « Notes et références ».
Gottlob Bachmann (né le 26 mars 1763 à Bornitz près de Zeitz, † 10 avril 1840 à Zeitz) est un compositeur et organiste allemand.

## Biographie
Il a commencé à apprendre à Zeitz l'harmonie et le piano avec Frech, puis il est allé à Leipzig en 1785 pour étudier le contrepoint. En 1790, Bachmann est allé à Dresde comme élève de Johann Gottlieb Naumann. Un an plus tard, en 1791, Bachmann a été nommé organiste à Zeitz.

## Œuvres
Bachmann n'est connu aujourd'hui que de quelques personnes, surtout grâce à sa mise en musique du Roi des aulnes (Op. 43, 1798/99) (Erlkönig).
Cependant, il a également écrit des opéras complets comme Don Silvio de Rosaiva ou Orphée et Eurydice, mais aussi de nombreux lieder et pièces instrumentales. Bachmann a écrit des trios, des quintettes pour piano, violon, alto, flûte et violoncelle ainsi que des quatuors et de la musique orchestrale.
- An den Mai (op. 45:3) texte de Friedrich Haug
- An die Erwählte (Op. 45:6) texte de Johann Wolfgang von Goethe
- Wer kauft Liebesgötter? (op. 45:1) texte de Johann Wolfgang von Goethe
- Streichquartette (op. 5: 1,2)